# 스티브 샌더
스티브 샌더(Steve Sandor, 1937년 10월 27일 ~ 2017년 4월 5일)는 미국의 배우, 텔레비전 배우이다.
피츠버그에서 태어났으며 라스베이거스에서 사망하였다.

## 영화
- 모델, 경찰, 호스테스 (1992년)
- A 특공대 - TV시리즈 (1983년)
- 더 폴 가이 (1981년)
- 9번째 배치 (1980년)
- 미녀 삼총사 - TV 시리즈 (1976년)
- 샌프란시스코 수사반 (1972년)
- 레마겐의 철교 (1969년)
- 아이언 사이드 (1967년)